# Peter Deunov
Peter Deunov (traslitterazione di stampo francese; in bulgaro Петър Константинов Дънов?; translitterazione scientifica Petăr Konstantinov Dănov, pɛtɤr kɔnstantinɔv dɤnɔv; conosciuto anche con il nome spirituale Beinsa Duno, in bulgaro Бенса Дуно?, bɛinˈsа duˈnɔ; Suvorovo, 11 luglio 1864 – Sofia, 27 dicembre 1944) è stato un filosofo e pedagogista bulgaro, noto come maestro spirituale.
Sviluppò una forma di cristianesimo ortodosso e puro, i cui seguaci sono considerati come discepoli della Fratellanza Bianca Universale. È molto conosciuto in Bulgaria, al punto che, in un sondaggio promosso tra il 2006 e il 2007 dalla trasmissione televisiva I grandi Bulgari, in onda sulla TV nazionale bulgara, è stato classificato come il secondo personaggio più influente nella storia bulgara. Deunov è anche presente in uno studio di Pantev e Gavrilov (The 100 Most Influential Bulgarians in Our History), dove viene classificato al 37º posto. Secondo Petrov, Peter Deunov è "ad oggi, l'autore bulgaro più pubblicato".

## Biografia

### I primi anni

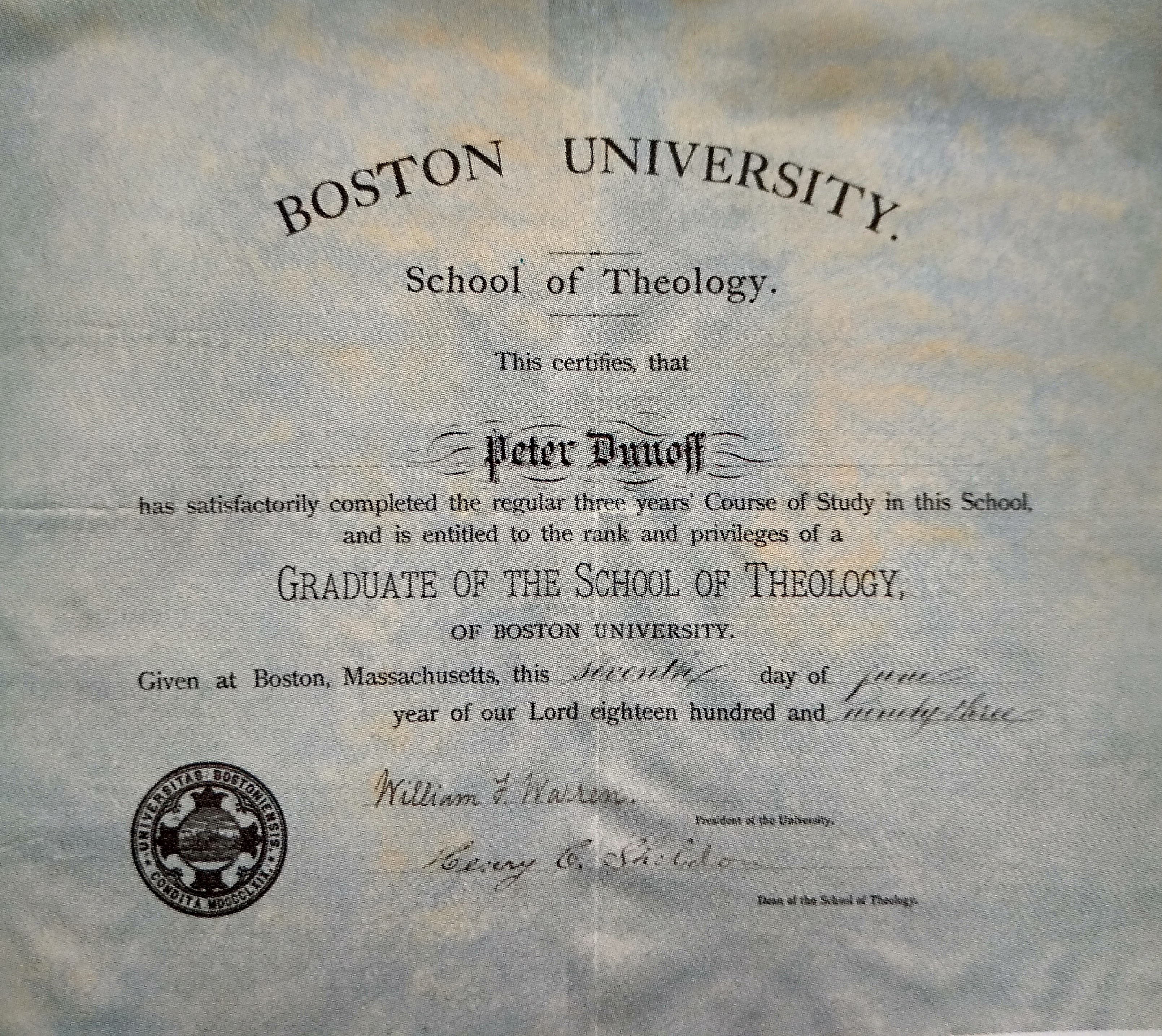
Il diploma di Dunov dalla Facoltà Teologica dell'Università di Boston (7 giugno 1893)

Peter Deunov nasce nel villaggio di Hadardja (ora Nikolaevka, nel comune di Suvorovo) vicino a Varna, in Bulgaria, l'11 luglio 1864, come terzo figlio di Konstantin Dunovsky e Dobra Atanasova Georgieva. Il suo nonno materno era Atanas Georgiev (1805-1865), personaggio pubblico attivo nella lotta per l'indipendenza della Chiesa bulgara durante la Rinascita bulgara nei secoli XVIII e XIX, quando la Bulgaria era sotto il dominio turco. Suo padre Konstantin Dunovski fu il primo insegnante bulgaro nella regione, prima di diventare sacerdote ortodosso bulgaro.
Deunov frequenta la scuola secondaria a Varna e la American Methodist School of Theology and Science a Svishtov, dove si laurea nel 1887.
Lavora come insegnante di scuola primaria per un anno scolastico (1887/1888), prima di partire per gli Stati Uniti, dove studia teologia al Drew Theological Seminary, a Madison, New Jersey, dal 1888 al maggio 1892. Dopo la laurea al Drew, nell'autunno del 1892 si iscrive alla Boston University School of Theology, dove si laurea nel giugno 1893, con una tesi su "La migrazione delle tribù germaniche e la loro cristianizzazione" (pubblicata nel 2007). Nel luglio 1893 entrò alla School of Medicine della Boston University, studia regolarmente. Nel 1895 decise di tornare in Bulgaria.

### Il ritorno in Bulgaria
Al suo ritorno in Bulgaria, gli viene offerta la posizione di pastore metodista nella città di Jambol, ma tale offerta gli viene ritirata quando dichiarerà che avrebbe prestato servizio solo a titolo gratuito. Si stabilì a Varna, partecipa attivamente alla vita pubblica, impegnandosi a elevare lo spirito, l'istruzione e la cultura del popolo. Nel 1896 pubblica Science and Education, in cui analizza lo sviluppo dell'umanità nel contesto di una nuova cultura, che secondo Deunov si sarebbe realizzata nel corso del XX secolo. È uno dei fondatori del Tchitalichté (centro culturale e comunitario) P. R. Slavejkov. Tiene conferenze agli abitanti del paese. Un gruppo di persone si raduna attorno a lui, tra le quali troviamo i suoi primi tre discepoli, appartenenti a diverse branche del cristianesimo: Todor Stoimenov (ortodossia orientale), il dottor Mirkovich (cattolico) e Penyu Kirov (protestante).
Dopo un periodo in cui con i suoi seguaci intrattenne una lunga attività di corrispondenza, tra il 19 e il 23 luglio 1900, si incontrarono tutti a Varna, durante quello che è considerato il primo congresso annuale di quella che poi divenne una vera e propria comunità spirituale, che durò fino alla fine della vita di Deunov. Con gli inizi del nuovo secolo, dal 1901 al 1912, viaggiò in tutta la Bulgaria, tenendo conferenze e sviluppando ricerche in ambito frenologico. Deunov si stabilì infine a Sofia, la capitale della Bulgaria, dove iniziò  a tenere regolarmente lezioni domenicali, basate sull’interpretazione e sulla spiegazione di brani biblici.
Il 9 marzo 1914, annunciò del debutto della nuova Era dell'Aquario. Da domenica 16 marzo, le sue lezioni iniziarono a essere stenografate: la prima fu intitolata Ecce Homo e con essa iniziarono le lezioni domenicali, che furono poi pubblicate con il titolo Potere e vita.
L'8 febbraio 1917, a Sofia, iniziò un altro ciclo di lezioni speciali per donne sposate, noto come ciclo della Grande Madre, che si sarebbe protratto ogni giovedì fino al 30 giugno 1932. Nel 1917-1918, durante la Prima guerra mondiale, il governo di Vassil Radoslavov lo internava a Varna con il pretesto che il suo insegnamento indeboliva lo spirito dei soldati al fronte e a causa della sua opinione che la Bulgaria non dovesse partecipare alla guerra. Dopo la fine della guerra nel 1918, il numero dei suoi seguaci in tutto il paese crebbe rapidamente. Intorno al 1936, i seguaci di Deunov erano circa 40.000, e c'erano anche quelli provenienti dall'estero.
Nel 1922, aprì una scuola esoterica a Sofia che chiamò Scuola della Fratellanza Bianca Universale. Essa consisteva in due classi esoteriche di studenti: la Classe Generale, aperta ad ascoltatori di qualsiasi età e stato civile, e Classe Speciale (per Giovani) riservata ai giovani invitati personalmente da Dunov. Le lezioni si tenevano una volta alla settimana e continuarono per 22 anni, fino al dicembre 1944. Dal 1930, inizia a tenere delle conferenze mattutine, la domenica, mattina prima dell'alba. I temi dei diversi cicli di conferenze sono di ampio respiro e comprendono, tra gli altri: religione, musica, geometria, astrologia, filosofia e scienze esoteriche.

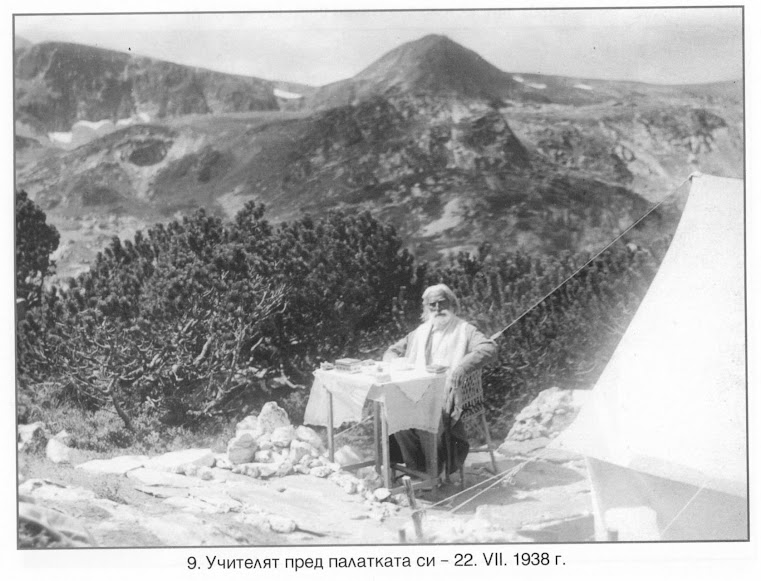
Peter Deunov davanti alla sua tenda a Rila

Nel 1927 fonda la Comunità Izgrev (Alba) con una sede alla periferia di Sofia, nei pressi di quello che era il luogo di ritrovo mattutino di Deunov e dei suoi discepoli. Molti seguaci iniziarono a costruire delle abitazioni nelle vicinanze e il luogo divenne alla fine il centro di una grande comunità spirituale. Deunov tiene regolarmente conferenze nella nuova sala costruita per questo specifico scopo. Nel complesso, Deunov tiene oltre 7000 conferenze nell’arco di quattro decenni, tra il 1904 e il 1944. Le sue riflessioni sono state raccolte anche in forma di discorsi, conversazioni private e corrispondenze.

### Paneuritmia

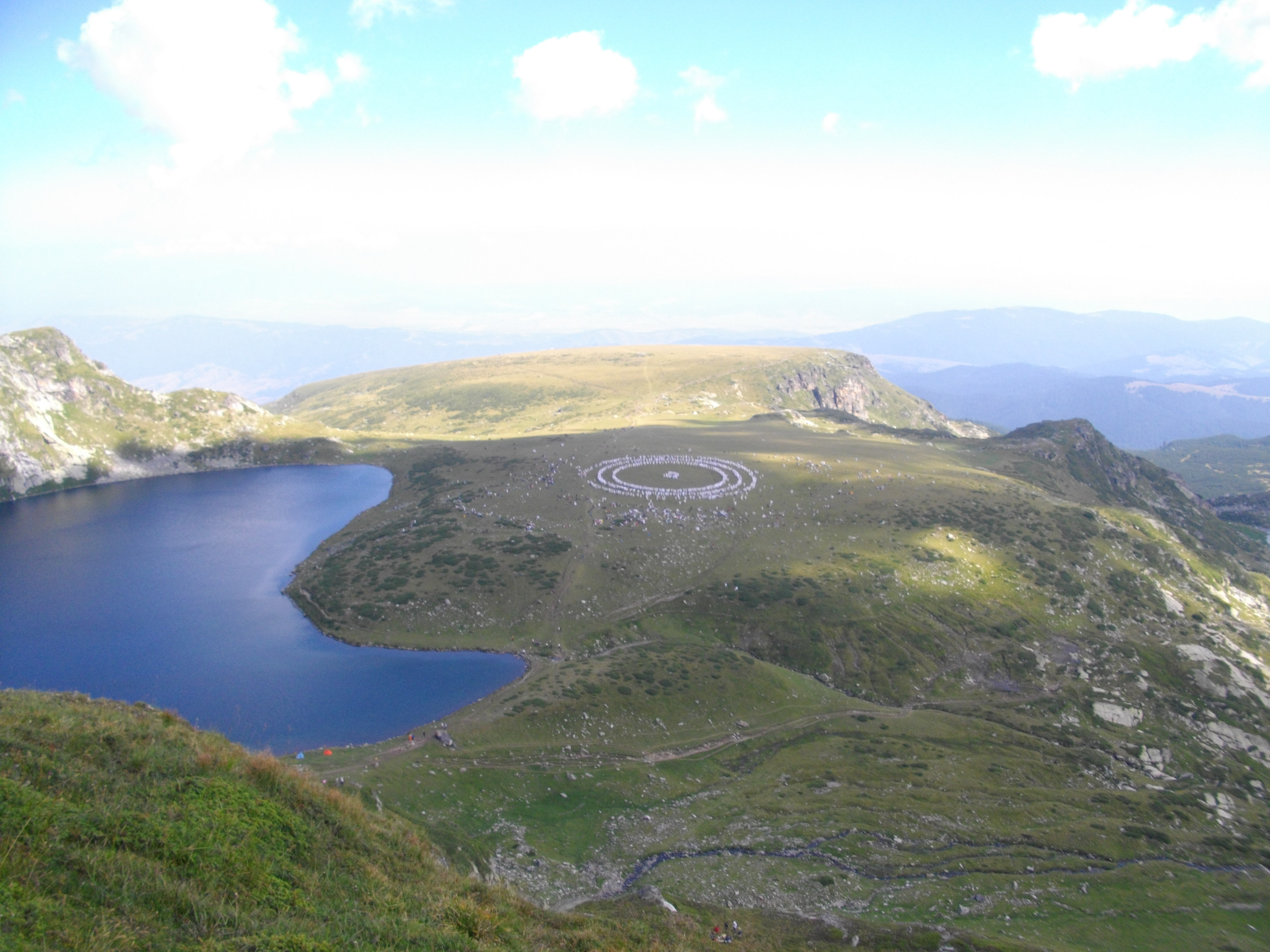
La Paneuritmia danzata nei pressi del lago Bubreka (Reni), ai Sette Laghi di Rila

Nel 1932 crea una serie di movimenti per una danza sacra, chiamata Paneuritmia; si tratta di una sequenza di esercizi eseguiti con accompagnamento musicale (si tratta di canti, le cui linee melodiche sono composte dallo stesso Deunov, come anche buona parte dei testi), il cui scopo è quello di contribuire al raggiungimento dell’equilibrio interiore, favorendo l’armonizzazione e la pace interiore. Si tratta di una pratica volta a promuovere i processi di auto-perfezionamento, di espansione della coscienza e di rafforzamento di atteggiamenti interiori improntati al rispetto delle virtù fondamentali. Secondo Deunov, durante questa danza, eseguita in cerchio, all’aperto, si attiverebbe un consapevole scambio tra gli esseri umani e le forze della natura vivente. Ogni movimento è l'espressione di un pensiero. I danzatori, ma anche chi si limita ad osservare la danza, dovrebbero essere in grado di trarre beneficio dal valore simbolico e metaforico che i singoli movimenti esprimono sul piano archetipico. Il ritmo seguito dal corpo fisico in movimento favorirebbe l’attivazione della vita spirituale.
Etimologicamente, "Pan-Eu-Ritmia" deriva da tre radici:
- Pan - che significa Intero; Universale e Cosmico.
- Eu - che significa Vero o Supremo; l'essenziale e il sostanziale nel mondo.
- Ritmo - che significa correttezza nei movimenti e in ogni altra espressione esterna della vita.

### Gli ultimi anni

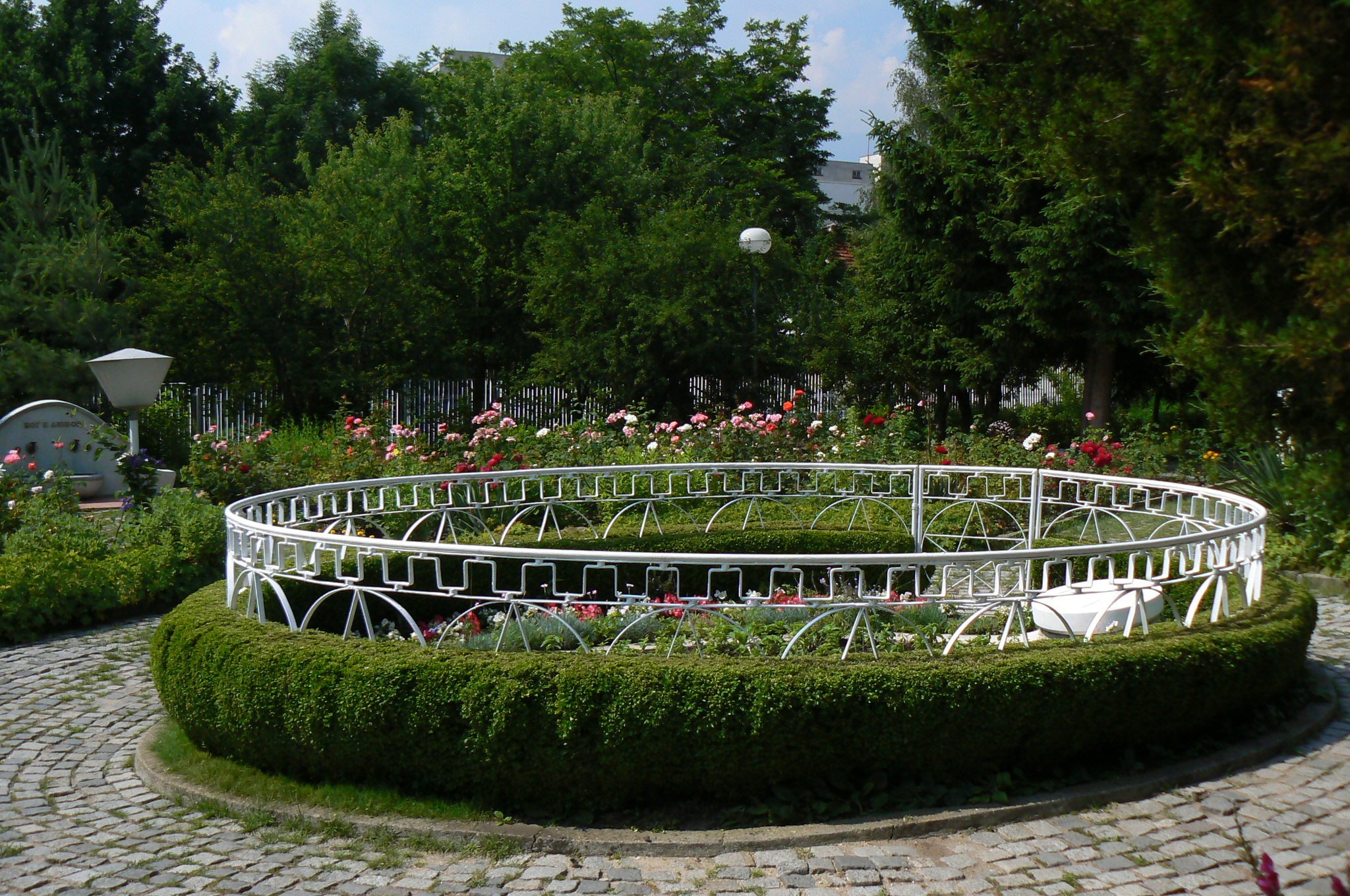
Sepolcro di Peter Deunov, presso Izgrev, Sofia, Bulgaria

Il 22 marzo 1939 scrive ai suoi discepoli un messaggio intitolato "L'Alleanza eterna dello Spirito". All'inizio del 1944, durante i pesanti bombardamenti aerei su Sofia, si recò con un piccolo gruppo a  Marchaevo (24 km a sud-ovest di Sofia), ai piedi del monte Vitosha, dove si stabilisce nella casa (ora museo) del suo allievo Temelko Gyorev. Anche molti dei suoi seguaci si stabilirono nel villaggio, e altri vi si recarono periodicamente da Sofia; i colloqui continuarono a Murchaevo.
Torna a Izgrev il 19 ottobre 1944. Il 20 dicembre 1944, per la cosiddetta “classe occulta” tiene la sua ultima conferenza, dal titolo "L'ultima parola”. Peter Deunov morì il 27 dicembre 1944 e fu sepolto a Izgrev. Nel 1976, questo luogo fu dichiarato Sito Memoriale dal Comitato Culturale Statale  Nel 1998, fu dichiarato Monumento Culturale di Importanza Nazionale come Luogo Storico e tomba di Peter Deunov (Il Maestro).

### L’insegnamento
Deunov ci lascia diverse migliaia di conferenze che trascritte e stenografati dai suoi studenti (in parte modificate in fase redazionale, in parte lasciate inalterate). Contengono l'essenza del suo insegnamento. Vi troviamo anche un certo numero di canti e preghiere, tra cui La buona preghiera, del 1900.